# Galena Wardle
Galena Wardle (24 aprile 1998) è una sciatrice alpina statunitense.

## Biografia
Attiva in gare FIS dal novembre del 2014, la Wardle ha esordito in Nor-Am Cup il 14 dicembre 2014 a Panorama in slalom speciale (14ª) e in Coppa Europa il 5 gennaio 2016 a Zinal in slalom gigante (46ª); non ha esordito in Coppa del Mondo né preso parte a rassegne olimpiche o iridate.

## Palmarès

### Nor-Am Cup
- Miglior piazzamento in classifica generale: 8ª nel 2017
- 1 podio:
  - 1 terzo posto

### Campionati statunitensi
- 2 medaglie:
  - 1 oro (combinata nel 2016)
  - 1 bronzo (combinata nel 2021)